# Bollevenner (film)
Bollevenner (originaltitel: Friends with Benefits) er en romantisk komedie med bl.a. Justin Timberlake og Mila Kunis, instrueret af Will Gluck.

## Handling
Jamie, en ung kvindelig headhunter fra New York, og designeren Dylan fra Los Angeles lærer hinanden at kende i forbindelse med et jobtilbud, og de bliver straks venner.

## Medvirkende
- Mila Kunis som Jamie
- Justin Timberlake som Dylan
- Nolan Gould som Sammy
- Woody Harrelson som Tommy[2]
- Patricia Clarkson som Lorna[2]
- Richard Jenkins som Mr. Harper[2]
- Emma Stone som Kayla[2]
- Jenna Elfman som Annie[2]
- Andy Samberg som Quincy[2]
- Bryan Greenberg som Parker[3]
- Masi Oka som Darin Arturo Morena